# Air Nigeria
Air Nigeria Development Limited, precedentemente Virgin Nigeria Airways e Nigerian Eagle Airlines, era la compagnia di bandiera della Nigeria, operava voli passeggeri su base regionale, nazionale e internazionale e aveva la sua sede a Ikeja nello stato di Lagos. Il suo hub è stato l'aeroporto di Lagos-Murtala Mohammed.

## Storia
Il 28 settembre 2004 il governo nigeriano e la Virgin Atlantic Airways firmarono un accordo per fondare una nuova compagnia di bandiera per la Nigeria, chiamata Virgin Nigeria Airways. Ad alcuni investitori istituzionali nigeriani venne riservato il 51% del capitale e alla Virgin Atlantic andò la restante parte. Il volo inaugurale si tenne il 28 giugno del 2005 da Lagos a Londra Heathrow con un velivolo Airbus A340-300. Virgin Nigeria è diventata una delle più grandi linee aeree nigeriane trasportando il suo milionesimo passeggero e le prime 4.000 tonnellate di merce a soli due anni dal lancio. La linea aerea ha ricevuto anche diversi riconoscimenti incluso THISDAY Awards 2006 e una nomination come migliore compagnia aerea dall'associazione di agenti di viaggio del Sudafrica.
Il 19 agosto 2008 Virgin Atlantic Airways annuncia la vendita del 49% di Virgin Nigeria.
Il 9 gennaio 2009 Virgin Nigeria annuncia la sospensione dei collegamenti per Londra e Johannesburg, chiudendo così le operazioni di lungo raggio.
Il 17 settembre dello stesso anno la compagnia viene rinominata in Nigeria Eagle Airlines. La nuova compagnia ha in previsione di svilupparsi prima con destinazioni di corto-medio raggio e poi di puntare sull'Europa ed, eventualmente, sugli Stati Uniti d'America.
Il 2 giugno 2010, dopo l'acquisizione della maggioranza della compagnia aerea da parte di Jimoh Ibrahim viene annunciata la costituzione di una nuova società chiamata Air Nigeria Development Limited.
Il 10 settembre 2012, Air Nigeria cessa l'attività con conseguente sospensione dell'operatività.

## Voli negli Stati Uniti
Esistono piani della compagnia per lanciare dei voli diretti dal suo hub all'aeroporto di Houston. Questo volo prenderebbe il posto di quello della ormai fallita Nigeria Airways. Però l'agenzia federale statunitense per l'aviazione civile ha negato il permesso per un volo diretto tra Nigeria e Stati Uniti per Virgin Nigeria. La ragione di questo rifiuto si riferisce al grado di controllo britannico del capitale di Virgin Nigeria: Gli stati Uniti accusano infatti il Regno Unito e la Virgin Atlantic Airways di bloccare gli sforzi per la liberalizzazione il mercato del nord Atlantico alle compagnie americane. In risposta, il governo nigeriano ha negato a Continental Airlines il permesso per un volo diretto in Nigeria. Seguirono dei negoziati per risolvere il problema e riaprire le rotte.

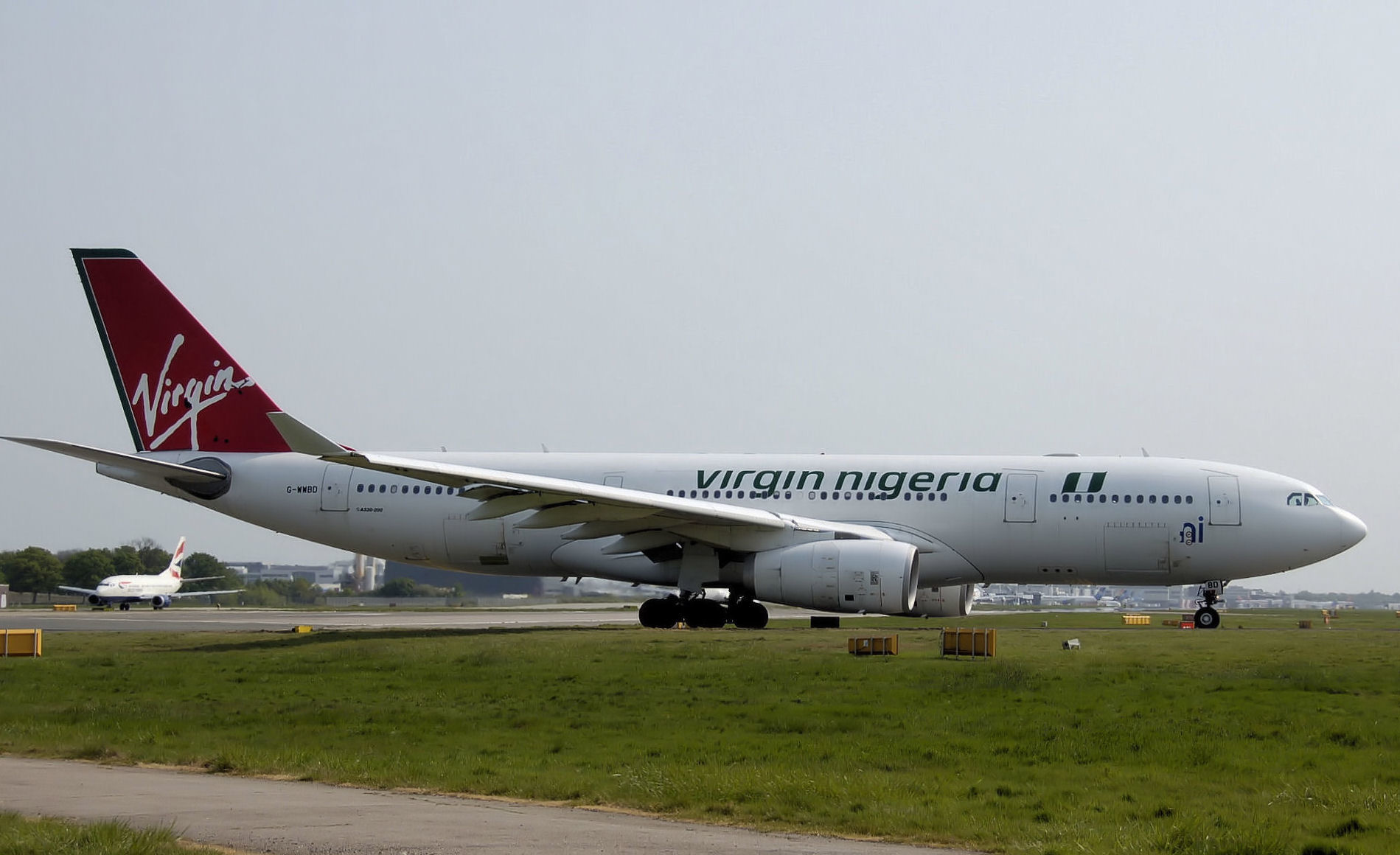
Un Airbus A330-200 della Virgin Nigeria in attesa di decollare da London Gatwick Airport

Il 22 dicembre del 2005 la Virgin Nigeria sottopose una nuova richiesta al dipartimento del trasporto degli Stati Uniti per richiedere un permesso di collegamento da parte di una compagnia estera, che chiariva che la quota minoritaria posseduta da Virgin Atlantic non poteva essere considerata una barriera per rilasciare il permesso.
Virgin Nigeria pianifica di aggiungere Newark come sua prima destinazione americana, seguita da Washington, e Houston.
Nella speranza di risolvere la disputa, il 13 giugno 2006 il governo nigeriano concesse alla North American Airlines, una compagnia statunitense specializzata in collegamenti diretti tra l'Africa e gli Stati Uniti, il permesso di iniziare voli programmati dall'Aeroporto di New York-John F. Kennedy a Lagos a cominciare dalla fine di giugno.
Nel 2007 Virgin Nigeria e North American Airlines hanno annunciato l'inizio di una cooperazione su diversi aspetti operativi.

## Flotta
A marzo 2012 la flotta Air Nigeria è costituita dai seguenti aeromobili